# 康氏南鰍
康氏南鰍（學名：Schistura kongphengi）為輻鰭魚綱鯉形目條鰍科南鰍屬的其中一種。分布於亞洲湄公河流域，體長可達9.1公分，棲息在水流快速、礫石底質河川底層水域，生活習性不明。

## 扩展阅读
維基物種上的相關：康氏南鰍